# Rolf Knudsen
Rolf Kristian Knudsen (født 23. februar 1973 på Nørrebro i København) er en dansk langdistanceløber, som primær begår sig i disciplinerne 10.000 meter/10 km og halvmaraton hvor han er en af Danmarks bedste. 
Knudsen har løbet siden 1996. Han løber nu for Frederiksberg IF men har tidligere løbet for SG Svendborg, Københavns IF og Blovstrød Løverne. 
Knudsen har vundet syv sølv- og to bronzemedaljer ved de danske mesterskaber. 
Han har deltaget i de nordiske mesterskaber på 10.000 meter fire gange; 2000 i Sandefjord (nr.14, 30.36), 2006 i Island (udgik), 2007 i Finland (udgik), 2008 i Roskilde (nr.6, 30.26). Han har også deltaget i NM cross 2008 i København, EM cross 2008 i Bruxelles (nr.73).
Ved Eremitageløbet i 2007 blev Knudsen den bedste dansker og fik noteret en mellemtid ved 10 km-mærket på 29.56 min og sluttede i tiden 40.15 min. Han deltager flittigt i danske langdistanceløb og har vundet: Esrum sø løbet, Cityløbet, Degnemoseløbet, Amager jazzløb, Christianshavnermilen, Holmens mil, Vandløbet, Marathon test 1 og 2, Faxe kondiløbet (5K), Team Svendborg løbet, Svendborg natteløb, Faaborg pinseløb, Strandvejsløbet, Friløbet (2007, 2008, 2010), 1.-2.-3.og 5.etape til Etape Bornholm, Rødovreløbet, Ballerupløbet, Ørestadsløbet, Frederiksbergløbet (10K), Skt. Valentin Milen og Griseløbet (10K), Holbæk klassikeren, MINI havneløb, Holger Danske løbet, Arkitekturløbet, DHL-stafetten 2010
Knudsen er uddannet folkeskolelærer var ansat som lærer i næsten ti år inden han begyndte at arbejde i en sportsforretning i København.

## Danske mesterskaber
- Sølv 2009 Halvmaraton 1.06.36
- Bronze 2008 5000 meter
- Bronze 2008 Kort cross
- Sølv 2008 Halvmaraton 1.06,31
- Bronze 2008 10.000 meter 30.55,7
- Sølv 2007 5000 meter 14:45,30
- Sølv 2007 Halvmaraton 1.05.45
- Sølv 2006 Halvmaraton 1:06.43
- Sølv 2006 10km landevej 30.25
- Bronze 2002 3000 meter inde 8:31.88
- Sølv 1998 3000 meter forhindring 9:22.85

## Personlige Rekorder
- 800 meter: 1.56,14 1998
- 1.500 meter: 3.53,63 2007
- 3.000 meter: 8.17,42 2008
- 5.000 meter: 14.19,35 2007
- 10.000 meter: 30.26,42 2008
- 10 km landevej: 30.20 2007
- Halvmaraton: 1:05.45 2007